# Huis Heeckeren

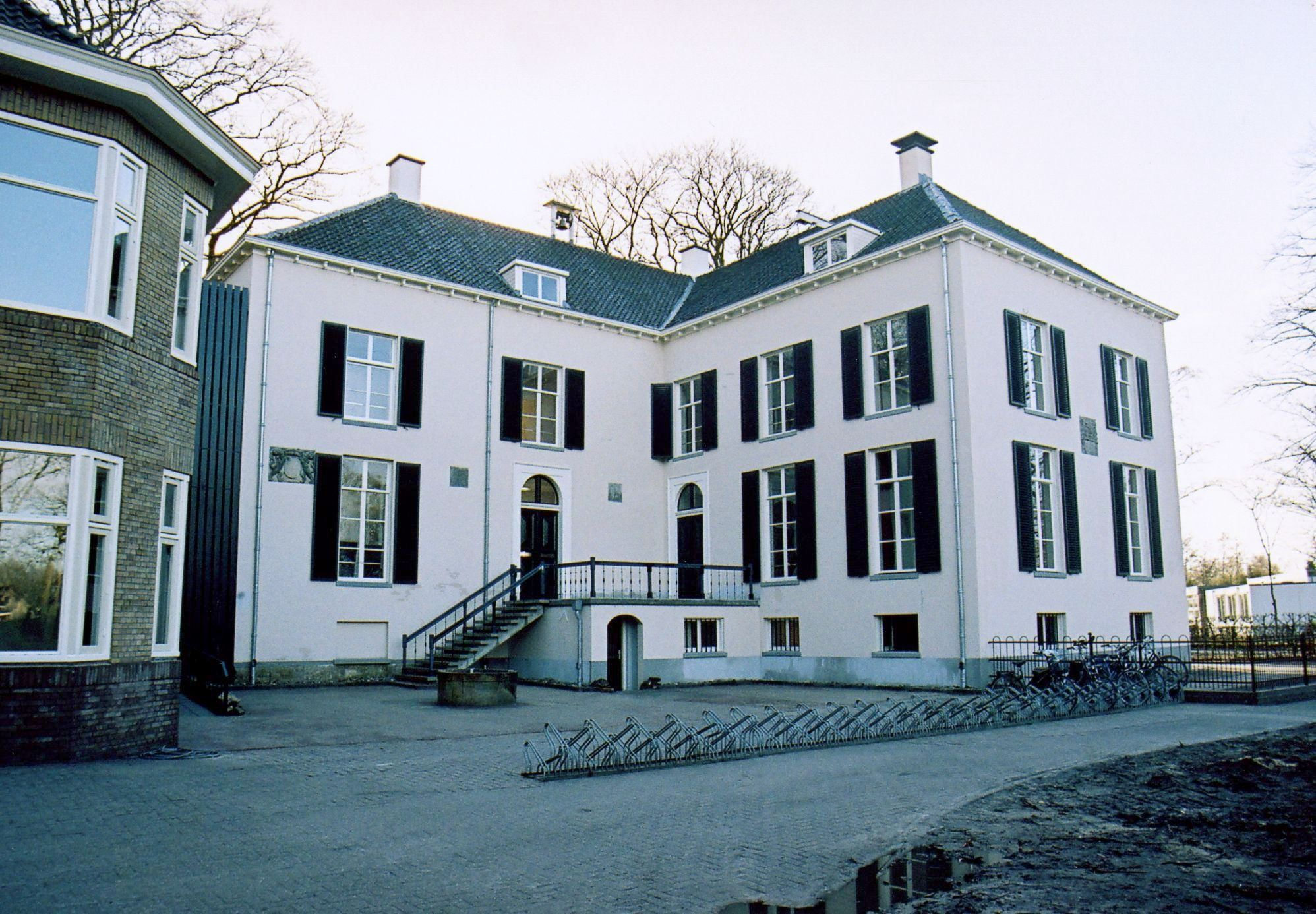
Het zeventiende-eeuwse witgepleisterde hoofdgebouw van Huis Heeckeren.

Huis Heeckeren, vroeger ook Huis te Goor genaamd, is een havezate pal ten noorden van de Nederlandse plaats Goor in de gemeente Hof van Twente.
Huis Heeckeren hoorde vroeger onder Kerspel Goor en maakte zo deel uit van het gericht Kedingen. In 1818 werd Kerspel Goor deel van de gemeente Markelo. Het deel waar Heeckeren ligt werd in 1967 bij de gemeente Goor gevoegd. Sinds 2001 maakt Goor deel uit van Hof van Twente.

## Geschiedenis
In de oudste vermeldingen van Heeckeren heet het Huis te Goor. Het wordt voor het eerst vermeld in 1400 als de broers Reinold (II) en Wolter van Coeverden er door de bisschop van Utrecht mee worden beleend. Tegelijkertijd tuchtten zij hun tante Lysbet van Goor aan dit goed en enkele andere goederen. Lysbet van Goor was getrouwd geweest met Godert van Heeckeren.
Na het overlijden van Reinold IV van Coeverden werd zijn achternicht Agnes van Ittersum met Heeckeren beleend. Van Coeverdens weduwe, Anna van Mervelt, weigerde het huis echter te ontruimen, maar verloor de daaruit voortvloeiende rechtszaak.
Agnes van Ittersum was getrouwd met Eggerik Ripperda tot Boksbergen, zoon van Unico Ripperda en Judith van Twickelo. Eggerik was van 1566-1584 drost van Salland. Na zijn overlijden in Deventerse gevangenschap verliet zijn weduwe Deventer en ging in Goor wonen. Het huis zelf was echter kort voor of in 1583 afgebrand. Tot herbouw ervan kwam het waarschijnlijk pas in 1596. Uit dit jaar stamt een gevelsteen met de wapens en initialen van Herman van Ense en zijn vrouw Johanna van Coeverden.
Deze Johanna was Agnes' erfgename, haar moeder was namelijk een zuster van Agnes. Ook de derde zuster, Sophia van Ittersum, weduwe van Eusebius Bentinck, probeerde Heeckeren echter in handen te krijgen. Dit leidde in 1601 tot een compromis wat ervoor zorgde dat Van Ensse Heeckeren behield.
Omdat de Van Ensses gedurende de opstand trouw waren gebleven aan de koning en in tegenstelling tot de meeste Overijsselse edelen vast bleven houden aan het rooms-katholieke geloof, was, nadat ook Oldenzaal in 1626 definitief Staats was geworden, hun rol op het politieke toneel in Overijssel uitgespeeld.
Het echtpaar Van Ensse-Van Coeverden had een zoon Frederik. Deze trouwde met zijn achternicht Johanna Margaretha van de Grote Scheer bij Gramsbergen. Van hen zijn twee gevelstenen bewaard, namelijk uit 1646 en 1656.
Herman Engelbert van Ensse volgde zijn vader op. Uit het huwelijk met zijn nicht Maria Walburgis van Ensse van de Grote Scheer werden twee kinderen geboren. De oudste, Frederik, overleed jong; de jongste, Anna Isabella Theodora, trouwde met Johan Ernst Wilhelm van Hoevel en werd in 1722 met Heeckeren beleend.
Van Hoevel hertrouwde na het overlijden van zijn vrouw met zijn nicht Louise van Hoevel.
Heeckeren kwam vervolgens aan zijn zoon Johan Adolf Frederik van Hoevel. Na diens overlijden kwam het in handen van zijn zuster Isabella Maria van Hoevel. Zij was toen weduwe van Otto Maximiliaan Bentinck bij wie zij een dochter had, Sophia Louise. Deze trouwde in 1779 met Godfried Frans van Hugenpoth van Aerdt. Ze overleden beide op Huis Aerdt, zij in 1808, hij in 1819.
Heeckeren vererfde op de tweede zoon, Otto Maximilianus Theodorus Adolphus. Deze probeerde het voor afbraak te verkopen, maar verkocht het uiteindelijk in 1829 aan zijn broer Johannes Nepomucenus Wilhelmus Anthonius. Deze liet het in 1838 veilen. Het werd gekocht door zijn oudste broer, Alexander Wilhelmus Josephus Joannes van Hugenpoth.
In 1841 ging het in eigendom over aan Gerard Willem Bosch van Drakenstein. Diens erfgenamen lieten Heeckeren in 1898 veilen. Het huis en omliggende landerijen werden gekocht door Jan en Gerhardus ten Doeschate uit Goor. Jan verkocht zijn aandeel in 1899 aan de rooms-katholiek parochie van Goor.
Heeckeren werd ingericht als een klooster voor zusters dominicanessen waarvan de eersten in 1900 en 1901 vanuit Neerbosch arriveerden. De zusters vestigden een klooster in Huis Heeckeren en verzorgden het katholiek onderwijs in Goor. In 1970 werd het klooster omgevormd tot tehuis voor oudere kloosterzusters.

## Gebouw
De kern van het huidige Huis Heeckeren gaat terug tot de zeventiende eeuw. Een deel van het muurwerk van de kelders is wellicht nog middeleeuws. Het zeventiende-eeuwse bouwdeel heeft een L-vorm. In de binnenhoek bevond zich tot in de negentiende eeuw een traptorentje dat inmiddels is verdwenen. In de negentiende eeuw, vóór 1841, werd het hele huis witgepleisterd en de achtergevel (de oostgevel) voorzien van een pilastergevel met driehoekig fronton.
Nadat Heeckeren een klooster was geworden, werd in 1935 een nieuwe vleugel toegevoegd.

## Zorgcomplex
Na vertrek van de Zusters in 1998 is Huis Heeckeren enige tijd in gebruik geweest als opvanglocatie voor asielzoekers en raakte het gebouw in verval. In 2005 is Huis Heeckeren verkocht aan projectontwikkelaar Bertil Fluttert uit Markelo. Deze heeft Huis Heeckeren gerestaureerd, waarbij de terughoudende opzet en de situatie van omstreeks 1840 zo veel mogelijk is hersteld. Het biedt nu onderdak aan 23 bewoners van Stichting Aveleijn, een zorginstelling voor mensen met een verstandelijke beperking. Door deze nieuwe invulling is Huis Heeckeren ook voor toekomstige generaties behouden gebleven. In stijl met de vroegere bijgebouwen zijn in 2007 20 woonzorgappartementen gerealiseerd, deels in een gerenoveerd bijgebouw en deels in een aanbouw aan dit bijgebouw. Deze woonzorgappartementen worden eveneens bewoond door bewoners van Stichting Aveleijn.

## Lourdesgrot
De Zusters Dominicanessen bouwden bij Huis Heeckeren een grot, met daarin een beeld van Onze Lieve Vrouw van Lourdes. Nadat de Zusters Huis Heeckeren hadden verlaten werd dit beeld beschadigd. In overleg met ontwikkelaar Fluttert heeft de in Goor achtergebleven Zuster Paulette Haring de grot met het Mariabeeld in volle glorie kunnen herstellen. Op het feest van Maria ten Hemelopneming was er in datzelfde jaar een eucharistieviering in de parochiekerk, waarna men in processie naar het Heeckeren is getrokken, waar toenmalige pastoor J.A.C. Jansen het Mariabeeld van Onze Lieve Vrouw van Lourdes op plechtige wijze opnieuw heeft ingewijd. De grot is voor iedereen vrij toegankelijk. Het onderhoud ervan is in handen van Zuster Paulette.

## Bron
- A.J.Gevers, A.J. Mensema, De havezaten in Twente en hun bewoners, Rijksarchief in Overijssel en Uitgeverij Waanders, Zwolle, 1995, ISBN 90-400-9766-6 blz. 307-319.

Elsen · Eversberg · Grimberg · Heeckeren · Kevelham · Oldenhof · Olidam · Stoevelaar · Wegdam · Weldam · Westerflier
Huis Almelo · Backenhagen · Bellinckhof · Beugelskamp · Beverfeurde · Hof te Boekelo · Borgbeuningen · Brecklenkamp · Huis Diepenheim · Dubbelink · Eeshof · Elsen · Everlo · Eversberg · Grimberg · Grotenhuis · Hagmeule · Heeckeren · Huis Hengelo · Herinckhave · Hoikink · Kevelham · Nijenhuis · Noorddeurningen · Oldemeule · Oldenhof · Olidam · Oosterhof · Huis te Ootmarsum · Pekkedam · Huis Saasveld · Scherpenzeel · Singraven · Stoevelaar · Twickel · Warmelo · Weemselo · Wegdam · Weldam · Weleveld · Westerflier · Woeste
Den Aalshorst · Den Alerdinck · Huis Almelo · Arkelstein · Averbergen · Azoelen · Backenhagen · Bellinckhof · Den Berg · Huis Bergentheim · Beugelskamp · Beverfeurde · Blankena · Hof te Boekelo · Borgbeuningen · Havezate Boskamp · Boxbergen · Havezate Brecklenkamp · Bredenhorst · Buckhorst · Campherbeek · Colckhof · Den Dam · Huis Diepenheim · Dingshof · Dubbelink · Kasteel Eerde · Egede · Havezate Elsen · Everlo · Landgoed Frieswijk · Glinthuis · Huis Gramsbergen · Grimberg · Grotenhuis · De Haere · Haerst · Hagmeule · Slot Hardenberg · Huis Heeckeren · Huis Hengelo · Herxen · Hofstede · Hogenhof · Hondeborg · Katenhorst · Kevelham · Kranenburg · De Kuile · Het Laar · Leemcule · Luttenberg · Mataram · Mennigjeshave · Nijenhuis (Diepenheim) · Nijenhuis (Olst-Wijhe) · Oldemeule · Olidam · Oosterhof · Huis te Ootmarsum · Den Ordel · Pekkedam · Pothof · Rande · Kasteel Rechteren · Het Reelaer · Rhaan · Rutenberg · Huis Saasveld · Havezate Schoonheten · Havezate Schuilenburg · Singraven · Stoevelaar · Kasteel Toutenburg · Twickel · Vechterweerd · Venebrugge · Kasteel Voorst · Warmelo · Wegdam · Weldam · Weleveld · Huis Werkeren · Westerflier · Wittenstein · Zuthem